# Cantó de Saint-Ciers-sur-Gironde
El cantó de Saint-Ciers-sur-Gironde és un cantó francès del departament de la Gironda, situat al districte de Blaia. Té 11 municipis i el cap és Saint-Ciers-sur-Gironde.

## Municipis
- Anglade
- Braud-et-Saint-Louis
- Étauliers
- Eyrans
- Marcillac
- Pleine-Selve
- Reignac
- Saint-Aubin-de-Blaye
- Saint-Caprais-de-Blaye
- Saint-Ciers-sur-Gironde
- Saint-Palais

## Història
| Data d'elecció                           | Identitat        | Partit        | Qualitat |
| ---------------------------------------- | ---------------- | ------------- | -------- |
| 1966-1979                                | Robert Penaud    | Divers droite |          |
| 1979-1986                                | Paul Crotte      | PS            |          |
| 1985-1998                                | Daniel Picotin   | UDF-radical   |          |
| 1998-                                    | Philippe Plisson | PS            |          |
| les dades anteriors no són pas conegudes |                  |               |          |
|                                          |                  |               |          |

## Demografia
| 1962  | 1968  | 1975  | 1982   | 1990   | 1999   | 2006   |
| ----- | ----- | ----- | ------ | ------ | ------ | ------ |
| 8.737 | 9.441 | 8.781 | 11.435 | 10.781 | 11.040 | 11.603 |